# Sophie Schmidt
Sophie Diana Schmidt (Winnipeg, 28 giugno 1988) è una calciatrice canadese, centrocampista dello Houston Dash della nazionale canadese.

## Carriera

### Nazionale
(parziale)
La federazione calcistica del Canada nel comunicato emesso il 27 aprile 2015 la inserisce nella rosa delle atlete che rappresenterà il Canada nel Mondiale casalingo.
Nel 2016 è selezionata per giocare nella fase di qualificazione ai Giochi della XXXI Olimpiade, contribuendo alla qualificazione e ottenendo la convocazione per la fase finale. Il 20 luglio 2016, nell'amichevole di preparazione all'Olimpiade brasiliana giocata a Parigi e vinta sulla Cina per 1-0, ottiene la sua 150ª presenza con la maglia della nazionale, diventando la 4ª calciatrice canadese a raggiungere tale risultato.

## Palmarès

### Nazionale
- Algarve Cup: 1

2016
- Campionato nordamericano femminile di calcio: 1

2010
- Calcio ai XVI Giochi panamericani - Torneo femminile

Oro
- Bronzo olimpico: 2

Londra 2012
Rio de Janeiro 2016
- Oro olimpico: 1

Tokyo 2020

### Individuale
- Calciatrice canadese dell'anno Under-20

2007
- Calciatrice dell'anno della British Columbia Soccer Association

2007
- Giovane calciatrice dell'anno della British Columbia Soccer Association

2005